# Тигин Дархан
Тиги́н Дарха́н (якут. Тыгын Дархан) також відомий як Тини́н (рос. Тынин; приблизно 1580-ті — 1632) — князь (тойон) хангаласького племені якутів, знаменитий герой численних якутських переказів, справжня історична особистість, що жила наприкінці XVI — початку XVII сторіч. За переказами мав обійстя майже в усіх примітних місцях великої долини Туйма́ди на лівому березі Лени. Тримав багато кінної та великої рогатої худоби, воїнів, холопів, залежних табунників і корівників, а також іншої прислуги. В легендах часто називається «якутським царем» (саха мунгур ыраахтаагыта).
Перекази розповідають, що першим вождем якутів на Середній Лені був Баджей, дід Тигина. У якутських легендах XIX—XX століть його називають Дойдусою Дарханом (Тюсюлге). У Тюсюлге було два сини: Муннян Дархан і Молджогор. Муннян Дархан також мав двох синів: Тигина і Усуна Ойюна.
У найпоширеніших варіантах легенд Тигин зображувався у вигляді богатиря-велетня (переважно в хангалаських переказах). Щодо його ролі, як історичної особистості, в цей час немає єдиної думки. Деякі історики вважають його найвірогіднішим об'єднувачем якутських племен, в яких на той момент відбувався перехід до ранньокласового суспільства й існували передумови до появи протодержави. Інші звертають увагу на занадто жорсткі методи його політики, які не допомагали підпорядкувати інші роди, а навпаки — відштовхували навіть деяких сподвижників і призводили до децентралізації.
Іменем Тигина названо один з готелів у центрі Якутська. Також життю князя присвячений і названий його іменем роман якутського письменника Яковлєва В. С. — Далана.
Є припущення, що Тигин Дархан походив з аргинського роду Мейрам.

## У мистецтві
Роман Далана «Тиґин Дархан» (1993).
«Тиґин Дархан» — якутський фільм 2020 року режисера Микити Аржакова за мотивами романів Далана «Тиґин Дархан» та «Глухий Вілюй».